# Estación de Ecatepec
Ecatepec fue una estación de trenes que se encuentra en el Municipio de Ecatepec de Morelos, Estado de México.

## Historia
La estación fue edificada sobre la línea troncal México-Veracruz del Ferrocarril Mexicano, que fue inaugurada en enero de 1873. A fines de 1863, estaban terminadas las secciones de Veracruz a La Soledad y de México a La Villa, y se hallaban en construcción pequeñas secciones de La Villa a Teotihuacán. El 1 de agosto de 1866 fue abierta al servicio público, la línea entre México y Apan, pasando por Municipio de Ecatepec de Morelos.
En 2020, el gobierno municipal de Ecatepec inició el rescate y rehabilitación de la estación.